# 凍みっぱなし丼
凍みっぱなし丼（しみっぱなしどん）は、宮城県大崎市のご当地丼。「凍みっぱなし」と呼ばれる凍み豆腐を凍結させて作った食材を揚げたカツを鶏卵でとじたカツ丼風の丼物である。

## 概要
大崎市は凍み豆腐の産地として知られるが、凍み豆腐を乾燥させずに凍らせたまま熟成させた「凍みっぱなし」も特産品である。町おこしメニューとして、この凍みっぱなしを使用して、2011年秋に誕生した料理である。岩出山地域や鳴子温泉地域の12店舗で提供されている。調理工数が多く、手間もかかるため、提供する店舗は多くはない。
高野豆腐も同じであるが、凍み豆腐を乾燥させると豆の油分が抜けてパサパサしてしまう。そこで、油分が抜ける前に食べようとしたのが凍みっぱなしの発端である。もともとは冬限定の食材であったが、冷凍保存するようになって通年で食べられるようになった。

## 作り方
1. 凍みっぱなしを含み煮して味付けし、衣をつけて揚げ、再冷凍する[4]。
再冷凍することによって、味が馴染みやすくなる[4]。
2. 解凍するとともに味付けを行う[4]。
3. 以降は、通常のカツ丼調理の工程に同じ[4]。

## 味と栄養価
もともとが豆腐であるため、低カロリー高たんぱくである。
食感も肉に似ており、知らずに食べた人が「鶏肉のカツ」のように思うことも少なくない。

## メディアへの登場
日本のテレビドラマ『＃居酒屋新幹線』シーズン1 第3話では主演の眞島秀和が凍みっぱなし丼を食した。

## 評価
2022年に『生活ガイド.com』が発表した「『ご当地どんぶりランキング』トップ10」では3位となった。